# 光抑制
光抑制（英語：photoinhibition）是指光照引起的植物、藻類或藍綠菌光合作用能力的下降。相較於光合作用系統的其他部分，光系統 II對光更為敏感，因此多數研究者將光抑制定義為光照引起的光系統 II損傷。在活的生物體中，受到光抑制的光系統 II中心會透過降解與合成光系統 II光反應中心中的D1蛋白進行持續修復。光抑制這一術語也可以被廣義使用，稱為動態光抑制，用來描述當植物暴露於光照下時，所有會降低光合作用效率的反應。

## 研究历史
光抑制现象的首次测量数据由贝塞尔·科克（Bessel Kok）于1956年发表。早在最初的研究中就已发现，植物拥有持续修复光抑制损伤的修复机制。1966年，琼斯与科克测量了光抑制的作用光谱，发现紫外线具有强烈光抑制作用。该作用光谱的可见光区在红光波段存在峰值，表明叶绿素是光抑制的光受体。
1992年伊姆雷·瓦斯（Imre Vass）团队的论文阐述了光抑制的受体侧机制。对受抑制光系统II单线态氧产量的测定为该机制提供了进一步证据。1993年阿尔罗（Aro）等学者完善了"持续修复光抑制损伤的循环修复"概念并发表综述。此后研究揭示了修复循环的诸多细节，包括发现FtsH蛋白酶在D1蛋白降解中的关键作用。
1996年蒂伊斯佳维（Tyystjärvi）与阿尔罗的论文证明：光抑制速率常数与光强度呈正比，该结论推翻了"光抑制由超出光合作用承载能力的光能引发"的传统假设。次年，伊扎克·奥哈德团队的激光脉冲光抑制实验提出：电荷重组反应可能通过产生单线态氧造成损伤。
光抑制的分子机制至今仍是争论焦点。最新观点是埃萨·蒂伊斯佳维团队2005年提出的锰机制，诺里奥·村田（Norio Murata）团队同样在2005年提出了类似机制。

## 机制与原理
目前，科学家对光抑制在分子层面的原理仍然没有达成统一意见，较为众人所接受的推测有：

### 受体侧光抑制机制
强光导致质体醌库还原，引发光系统II的QA电子受体质子化及双还原（伴随双质子化）。质子化与双还原态的QA丧失电子传递功能。此外，受抑制光系统II中的电荷重组反应比活性状态更易使初级供体（P680）形成三线态，该三线态P680可与氧气反应生成有害的单线态氧。

### 供体侧光抑制机制
若释氧复合体经化学失活，光系统II的残余电子传递活性将表现出极高光敏感性。研究表明，即使健康叶片中释氧复合体也非始终全效运作，此类失活中心易发生快速不可逆光抑制。

### 锰离子机制
释氧复合体的锰离子吸收光子后触发其失活，后续电子传递反应的抑制过程与供体侧机制类似。该机制得到光抑制作用光谱实验的证实。

### 单线态氧机制
光系统II抑制由单线态氧引发，其来源包括：弱耦合叶绿素分子，或细胞色素及铁硫中心。